# Wallhalb
Die Wallhalb (so die amtliche Schreibweise, seltener auch Wallhalbe, Wallalbe, Wallalb) in der Westpfalz ist ein knapp 18 km langer, rechter Nebenfluss des Schwarzbachs in Rheinland-Pfalz.

## Name
Der Name setzte sich wohl ursprünglich zusammen aus den Wörtern Wala(a)ha „die Walchen“ und dem keltischen Hydronym -alb mit der Bedeutung „Weißwasser“.

## Verlauf
Die Wallhalb hat zwei Quellbäche im Landkreis Kaiserslautern im Norden der Sickinger Höhe: Der rechte ist der Stuhlbach, der auf 339 m ü. NHN Höhe nördlich von Mittelbrunn entspringt und als eigentlicher Quellbach gilt, der linke der Arnbach, dessen Quelle 3 km nordöstlich bei Oberarnbach liegt. Nach jeweils etwa 10 km Lauf und dem Übertritt in den Landkreis Südwestpfalz vereinigen sich die beiden Bäche am nördlichen Ortseingang von Wallhalben zur Wallhalb, welche anschließend etwa 8 km weit die Sickinger Höhe in südlicher Richtung durchfließt. Sie bildet das Wallhalbtal, in dem der Südteil des Mühlenweges verläuft. Die Erhebungen, die das recht enge Tal säumen, nehmen von 425 auf 350 m ab. Nachdem die Wallhalb 2,5 km vor dem Ende ihres Laufs von links den Schauerbach, ihren stärksten Zufluss, aufgenommen hat, erreicht sie 1 km westlich der Wohnbebauung von Thaleischweiler-Fröschen das breite Schwarzbachtal und mündet auf etwa 238 m Höhe von rechts in den Schwarzbach.

## Geschichte
In der fränkischen Zeit wurde die Wallhalb zum urkundlich festgeschriebenen Grenzgewässer: Als 843 in Verdun das von Karl dem Großen geschaffene Reich durch seine Enkel aufgeteilt wurde, fiel der in dieser Region westlich der Wallhalb liegende mittlere Reichsteil als Lotharingien an Lothar I., der östlich gelegene Teil ging als Ostfranken an Ludwig den Deutschen.

## Sehenswürdigkeiten und Kultur

### Sehenswürdigkeiten

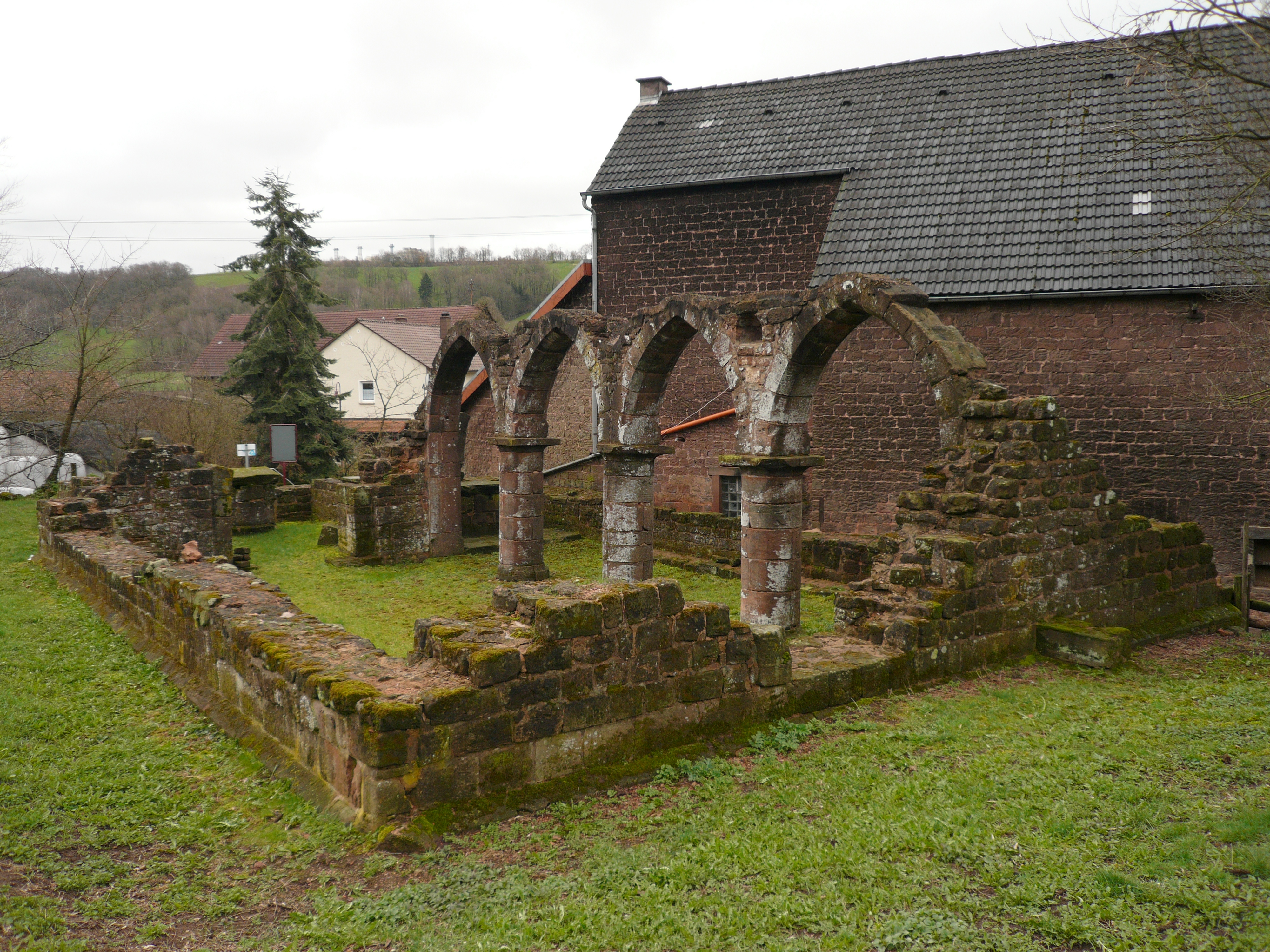
Ruine der Verenakapelle in Mittelbrunn

Das mittlere Wallhalbtal ist auf Landkarten als landschaftlich besonders schöne Strecke ausgewiesen.
Die Sehenswürdigkeiten der Gegend sind im Artikel über den Mühlenweg aufgeführt. Zu ihnen gehören beispielsweise die Verenakapelle nahe der Stuhlbachquelle sowie eine Reihe historischer Mühlen, vor allem die Kneisper- und die Rosselmühle. Letztere präsentiert zu Schauzwecken ein funktionierendes Mühlrad.

### Kultur
Das folgende Gedicht in Pfälzer Mundart wurde 1995 beim Sickinger Mundartdichter-Wettstreit, den die damalige Verbandsgemeinde Wallhalben in zweijährlichem Turnus kreiert hatte und den nach dem kommunalen Zusammenschluss (2014) die Verbandsgemeinde Thaleischweiler-Wallhalben fortführt, mit einem Preis ausgezeichnet.
Wallhalbtal (von Rolf Büssecker)
Wallhalbtal
klä un schmal
Miehleland
kaum bekannt.
Stille Wälder
Grumbeerfelder
ald Kultur
viel Natur.
Ämol do –
hiegezoh
Wallhalbtal.